# Bunschoten

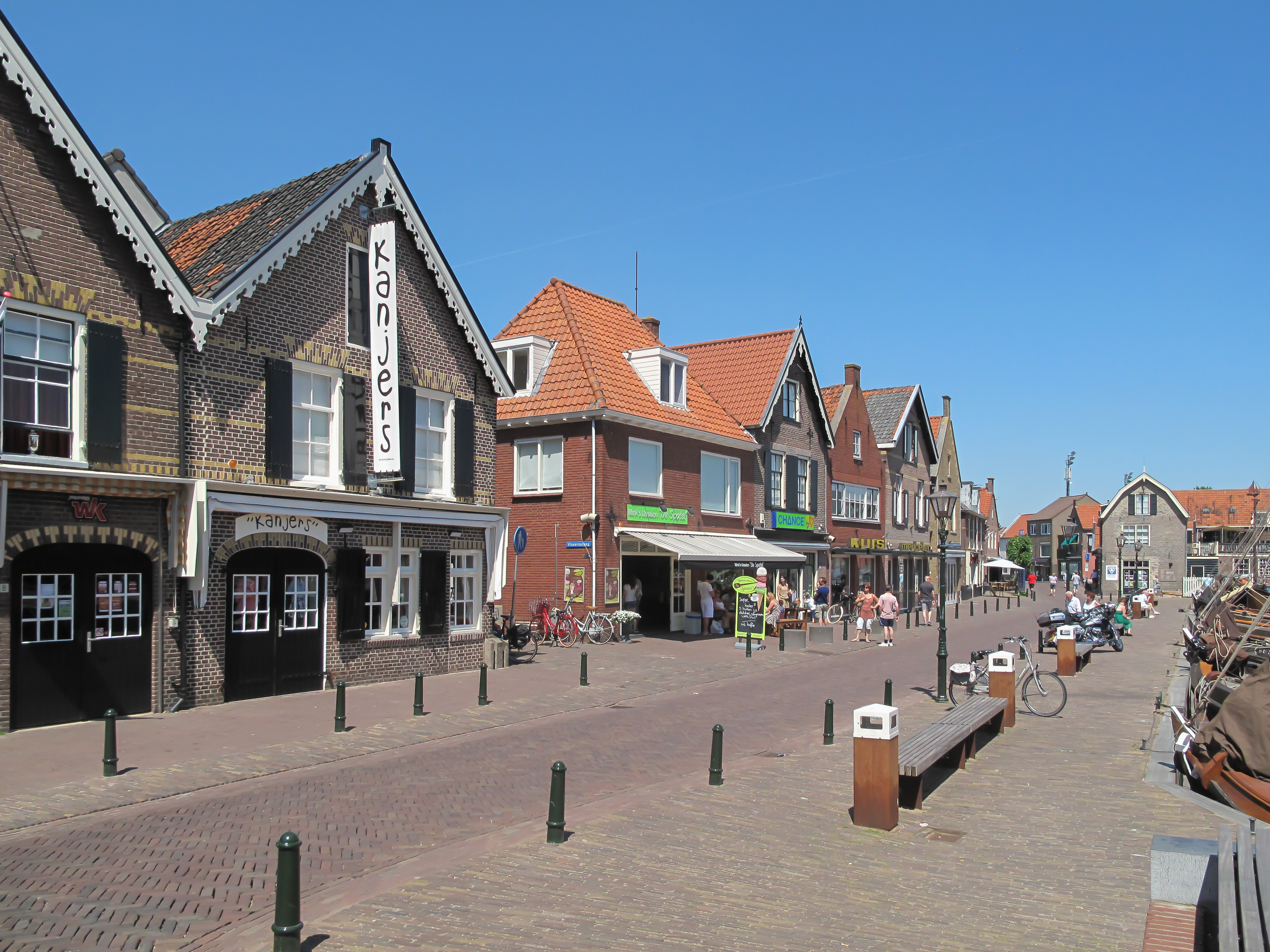
Spakenburg, Straße de Oude Schans

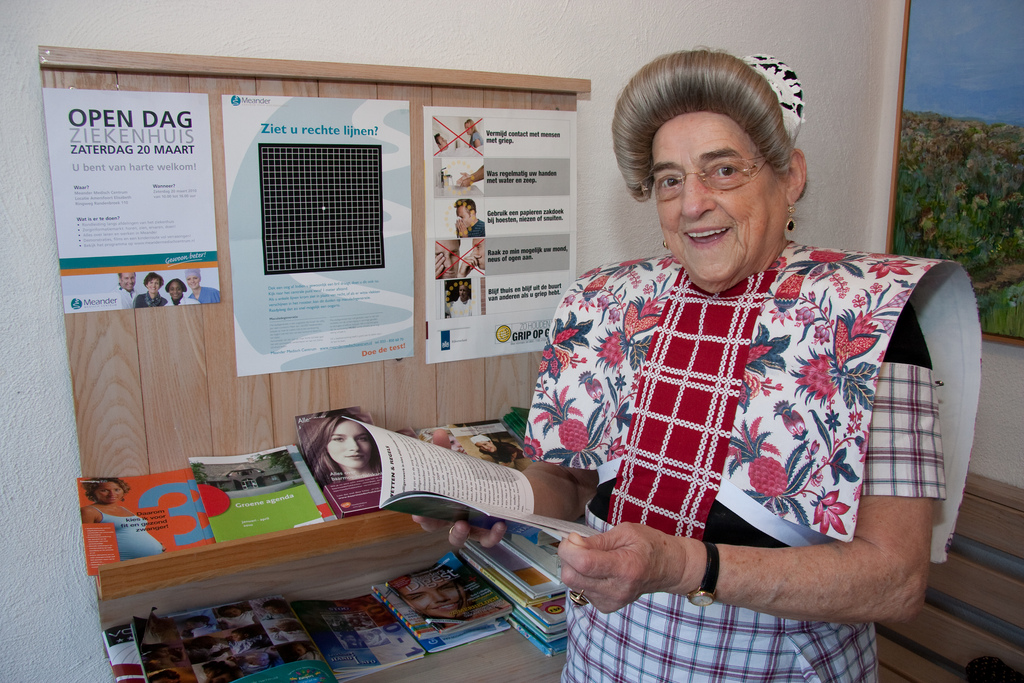
Alte Frau in Spakenburger Tracht

Bunschoten (anhörenⓘ) ist eine Gemeinde in den Niederlanden, Provinz Utrecht. Sie hat 22.690 Einwohner (Stand 1. Januar 2025). Ihre Gesamtfläche beträgt etwa 35 km². Sie besteht aus dem langgedehnten Zwillingsdorf Bunschoten-Spakenburg (Spakenburg ist der nördliche Teil, mit dem Fischereihafen am Eemmeer), und am Fluss Eem das kleine, durch eine Fähre erreichbare Bauerndorf Eemdijk.

## Lage und Wirtschaft
Bunschoten liegt im Nordosten der Provinz, nur einige Kilometer nördlich von Amersfoort. Im Osten grenzt es an Nijkerk (Provinz Gelderland).
Bunschoten liegt in den etwas sumpfigen, etwas unter NN gelegenen Poldern rund um den Fluss Eem, der von Amersfoort zum Eemmeer fließt. Das Eemmeer ist eine Randsee des hier größtenteils eingedeichten IJsselmeeres (siehe Provinz Flevoland).
Früher lebte Bunschoten vom Viehwirtschaft (das ist zum Teil immer noch der Fall), und Spakenburg war ein Fischerdorf. Fischer und Fisch verarbeitende Betriebe gibt es zwar noch, aber Spakenburg ist jetzt bekannter wegen seiner Brotfabriken. Dieses Brot wird vor allem auf Märkten in den ganzen Niederlanden verkauft. Dazu gibt es noch einige größere Fabriken, die allerhand Metallwaren herstellen. Auch der Tourismus gewinnt an Bedeutung.

## Geschichte und Volkscharakter
Bunschoten erhielt 1383 ein beschränktes Stadtrecht, wurde aber wegen eines Aufstandes gegen den Landesherrn, den Utrechter Bischof, schon bald zerstört und entwickelte sich als Dorf weiter.
Spakenburg ist ein altes Fischerdorf. Da der Fischer einen gefährlichen, stark von den Tücken der Natur bestimmten Beruf hat, wird mehr als in anderen Berufen zu Gott um Glück und ein Ausbleiben von Katastrophen  gebetet. Auch Spakenburg ist eine stark religiöse Gemeinschaft, in der an Sonntagen das Haus nur zum Kirchgang verlassen wird. Ziemlich viele Leute gehören den mehr konservativen, orthodox-calvinistischen Kirchen an. Ein anderer Aspekt dieses Konservatismus ist, dass die alten Trachten, vor allem beim Besuch des Gottesdienstes und bei Festen noch getragen werden.

## Politik
Seit ihrer Gründung im Jahr 2001 konnte die ChristenUnie jede Kommunalwahl in Bunschoten gewinnen. So kam es bei der Kommunalwahl am 16. März 2022 ebenfalls zu einem Wahlsieg der ChristenUnie, als diese mit rund 32 Prozent aller Stimmen die Wahl für sich entschied.

### Gemeinderat
Seit 1982 formiert sich der Gemeinderat von Bunschoten wie folgt:
| Partei                             | Sitze | Sitze | Sitze | Sitze | Sitze | Sitze | Sitze | Sitze | Sitze | Sitze | Sitze |
| Partei                             | 1982  | 1986  | 1990  | 1994  | 1998  | 2002  | 2006  | 2010  | 2014  | 2018  | 2022  |
| ---------------------------------- | ----- | ----- | ----- | ----- | ----- | ----- | ----- | ----- | ----- | ----- | ----- |
| ChristenUnie                       | –     | –     | –     | –     | –     | 6     | 7     | 6     | 8     | 7     | 6     |
| VVD                                | 2     | 2     | 1     | 2     | 1     | 1     | –     | 2     | 2     | 5     | 4     |
| CDA                                | 5     | 4     | 4     | 3     | 4     | 4     | 3     | 4     | 4     | 3     | 4     |
| SGP                                | 3     | 2     | 2     | 2     | 0     | –     | –     | –     | 2     | 2     | 3     |
| RPF                                | 3     | 2     | 2     | 2     | 2     | –     | –     | –     | –     | –     | –     |
| Christelijke Arbeiders Partij      | 1     | 2     | 3     | 4     | 4     | 3     | 3     | 4     | 2     | 2     | 2     |
| Spakenburgse Vrijheidspartij       | –     | –     | –     | –     | –     | –     | –     | 1     | 1     | 0     | –     |
| Betaalbaar Bunschoten              | –     | –     | –     | –     | –     | 2     | 4     | 0     | –     | –     | –     |
| Progressief Politieke Samenwerking | –     | –     | –     | 1     | 1     | 1     | –     | –     | –     | –     | –     |
| GPV                                | 5     | 5     | 5     | 5     | 5     | –     | –     | –     | –     | –     | –     |
| PvdA                               | 1     | 2     | 2     | –     | –     | –     | –     | –     | –     | –     | –     |
| Burgers Belang 1990                | –     | 0     | –     | –     | –     | –     | –     | –     | –     | –     | –     |
| D66                                | 0     | –     | –     | –     | –     | –     | –     | –     | –     | –     | –     |
| Gesamt                             | 17    | 17    | 17    | 17    | 17    | 17    | 17    | 17    | 19    | 19    | 19    |

## Fußball
In Spakenburg sind mit dem SV Spakenburg und VV IJsselmeervogels zwei führende Teams der höchsten niederländischen Amateurklasse (Topklasse) beheimatet. Die IJsselmeervogels sind mit sieben Amateurmeisterschaften der erfolgreichste Verein im niederländischen Amateurfußball.

## Sehenswürdigkeiten
- Das Trachtenmuseum Vurhuus (von Ostern bis Ende Oktober geöffnet,  Sonntags geschlossen)
- Der Spakenburger Hafen, mit vielen alten Segelschiffen, die früher dem Fischfang dienten. 2017 wurde hier eine selbstschließende Flutschutzmauer installiert. Normalerweise im Kai versenkt, wird sie bei Flut vom Wasserdruck aus dem Boden gehoben.[4]
- Die Spakenburger Festtage im Sommer, so wie der Fischereitag im Herbst, bei denen die Frauen ihre alte Trachten tragen, ziehen viele Touristen an.